# Helina luyashanensis
Helina luyashanensis este o specie de muște din genul Helina, familia Muscidae, descrisă de Wang, Xue și Lu în anul 1990. Conform Catalogue of Life specia Helina luyashanensis nu are subspecii cunoscute.